# Бермудские Острова на летних Олимпийских играх 2020
Бермудские Острова на летних Олимпийских играх 2020 года были представлены 2 спортсменами в 2 видах спорта. Игры стали для Бермудских островов уже 19-ми по счету и до начала Игр на счету сборной значилась лишь одна медаль, завоёванная боксёром Кларенсом Хиллом на Играх 1976 года в Монреале. В связи с пандемией COVID-19 Международный олимпийский комитет принял решение перенести Игры на 2021 год.
27 июля Флора Даффи победила в триатлоне и принесла Бермудам первое олимпийское золото в истории.

## Состав сборной
Конный спорт
1. Аннабель Коллинс

## Результаты соревнований

### Конный спорт
Выездка
| Соревнование   | Спортсмены       | Большой Приз | Большой Приз | Переездка Большого Приза | Переездка Большого Приза | КЮР Большого Приза | КЮР Большого Приза | Всего     | Всего |
| Соревнование   | Спортсмены       | Результат    | Место        | Результат                | Место                    | Результат          | Место              | Результат | Место |
| -------------- | ---------------- | ------------ | ------------ | ------------------------ | ------------------------ | ------------------ | ------------------ | --------- | ----- |
| личная выездка | Аннабель Коллинс |              |              |                          |                          |                    |                    |           |       |